# Langues voltaïco-nigériennes
 (avril 2023).
Si vous disposez d'ouvrages ou d'articles de référence ou si vous connaissez des sites web de qualité traitant du thème abordé ici, merci de compléter l'article en donnant les références utiles à sa vérifiabilité et en les liant à la section « Notes et références ».
Les langues voltaïco-nigériennes, anciennement appelées langues bénoué-congolaises occidentales ou langues kwa orientales, sont une branche de la famille de langues nigéro-congolaises. Elles sont parlées par 50 millions de locuteurs au Bénin, au Ghana, au Nigeria et au Togo.
Ces langues ont été placées alternativement dans la branche bénoué-congolaise et la branche kwa, mais en 2000 les linguistes Williamson et Blench en ont fait une branche distincte. Les frontières entre les divers groupes de langues voltaïco-nigériennes sont assez floues, ce qui indique la présence d'un continuum linguistique plutôt qu'une séparation nette en deux branches.

## Classification
|  | yoruboïdes (yoruba [22 millions], igala [1 million]) |
|  |                                                      |
|  | edoïdes (27 : édo [1 million])                       |
|  |                                                      |
|  | akoko (1)                                            |
|  |                                                      |
|  | igboïdes (7 : igbo [18 millions])                    |
|  |                                                      |

|  | nupoïdes (12 : ebira [1 million], nupé [1 million]) |
|  |                                                     |
|  | oko (1)                                             |
|  |                                                     |
|  | idomoïdes (9 : idoma [600,000])                     |
|  |                                                     |

|  | yoruboïdes (yoruba [22 millions], igala [1 million]) |
|  |                                                      |
|  | edoïdes (27 : édo [1 million])                       |
|  |                                                      |
|  | akoko (1)                                            |
|  |                                                      |
|  | igboïdes (7 : igbo [18 millions])                    |
|  |                                                      |

|  | nupoïdes (12 : ebira [1 million], nupé [1 million]) |
|  |                                                     |
|  | oko (1)                                             |
|  |                                                     |
|  | idomoïdes (9 : idoma [600,000])                     |
|  |                                                     |

Les langues yoruboïdes et akoko étaient auparavant regroupées dans le groupe défoïde, mais plus récemment il a été constaté que ces langues ne sont pas plus proches que les langues édoïdes et igboïdes. Ces quatre groupes de langues sont maintenant rassemblés dans un groupe qui n'a pas encore été nommé, provisoirement désigné par l'acronyme YEAI. De même, les langues oko, nupoïdes et idomoïdes sont regroupées dans un groupe provisoirement désigné par l'acronyme NOI. L'ukaan fait partie des langues atlantico-congolaises, mais il n'est pas encore clair si elle appartient à la branche voltaïco-nigérienne ; Blench soupçonne qu'elle est plus proche de la branche bénoué-congolaise.